# Little Skellig

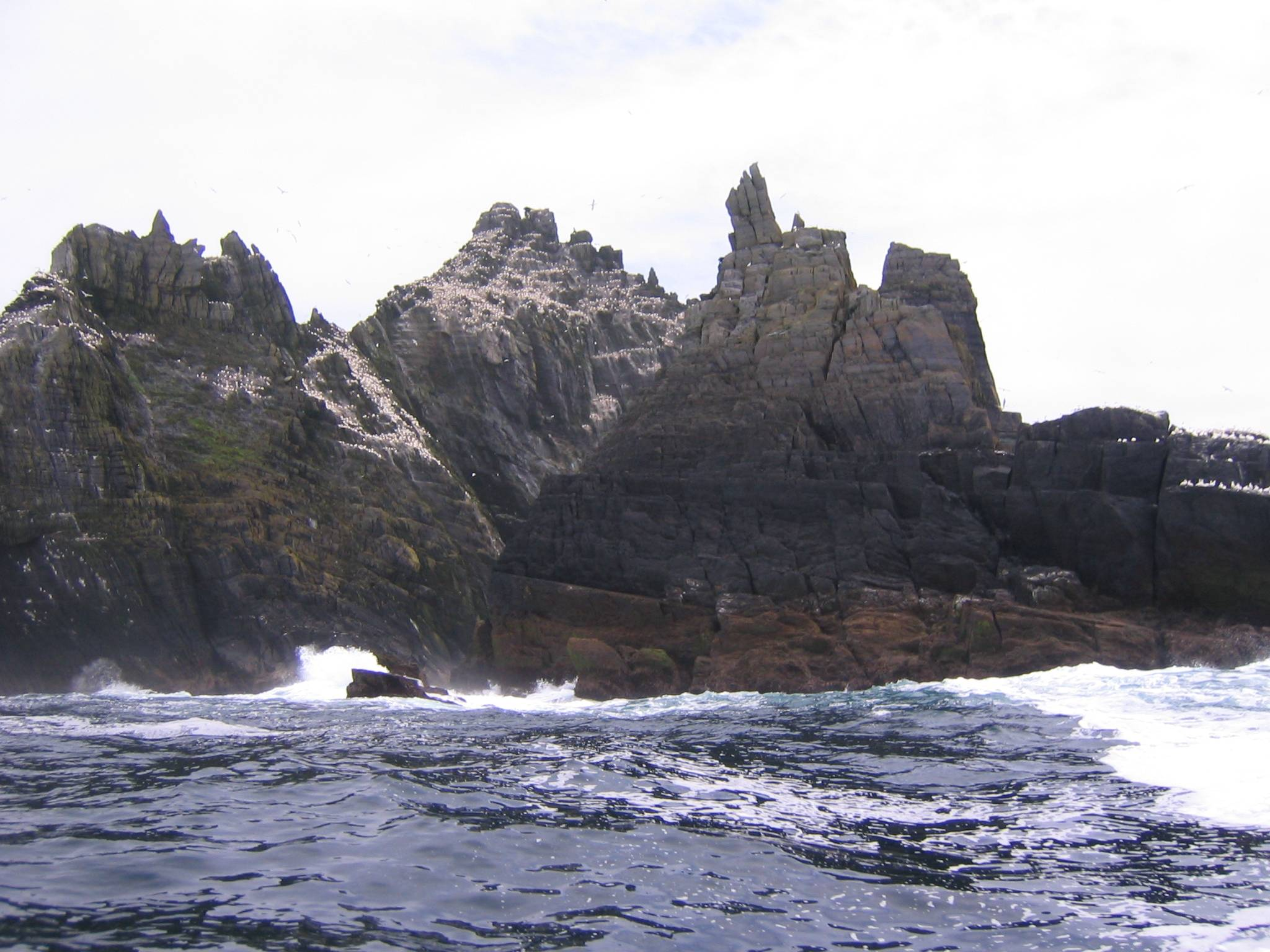
Little Skellig.

Little Skellig är den mindre ön av de två öarna som ingår i Skellig Islands (den andra är Skellig Michael) och ligger omkring 14 kilometer utanför kusten av grevskapet Kerry på Irland. Precis som sin grannö Skellig Michael är ön bergig och har inga människor som invånare. Den högsta punkten är på 134 meter över havet och är mest känd för att ha Irlands största havssulekoloni med totalt 22 500 par år 1993. Ön har varit ett naturreservat under flera år.